# Refuge Kemptner
Le refuge Kemptner est un refuge de montagne dans les Alpes d'Allgäu. Ce refuge géré par la section Allgäu-Kempten de la Deutscher Alpenverein est l'un des plus grands des Alpes.

## Chemins d'accès
Le refuge est situé sur des pentes herbeuses, entre 2 200 et 2 300 m d'altitude, en dessous de hautes montagnes rocheuses. Il se situe entre Oberstdorf et le refuge Memminger (de) sur le sentier européen de grande randonnée E5 ainsi que sur les chemins d'accès au chemin de Heilbronn (de) entre Oberstdorf et le refuge du Rappensee.

## Histoire
Le refuge est construit en 1891. Après cinq transformations en un siècle, il peut accueillir jusqu'à 290 personnes (100 lits et 190 places l'été, 26 places l'hiver).

## Sites à proximité

### Chemins de randonnée
- Entre Oberstdorf et Spielmannsau (de) : environ 4 heures de marche
- Entre Holzgau et Mädelejoch : 3 heures et demie de marche

### Autres refuges
- Waltenberger-Haus : 3 heures et demie de marche (par le chemin de Heilbronn (de))
- Refuge du Rappensee : 5 à 6 heures de marche (par le chemin de Heilbronn)
- Refuge Hermann-von-Barth : à 4 heures
- Prinz-Luitpold-Haus : à 9 heures
- Edmund-Probst-Haus : à 10 heures

### Sommets
- Grosser Krottenkopf (2 656 m d'altitude)
- Mädelegabel (2 645 m)
- Muttlerkopf (2 368 m)